# Il replicante di Sigmund Freud
Il replicante di Sigmund Freud (The Remaking of Sigmund Freud) è un romanzo di fantascienza dello scrittore statunitense Barry N. Malzberg, edito nel 1985 a partire da una serie di racconti pubblicati dal 1980 al 1984. Nel 1986 il romanzo fu candidato ai premi Locus, Nebula e Philip K. Dick.

## Storia editoriale
Il romanzo, pubblicato in volume da Ballantine Books nel 1985, si presenta come una serie di racconti, quattro dei quali pubblicati dall'autore negli anni precedenti l'uscita del romanzo stesso: The Trials of Sigmund (1980), Sigmund in Space (1980), Emily Dickinson - Saved From Drowning (1980) e Bedside Manor (1984).
È stato edito per la prima volta in italiano nel 2016, tradotto da Flora Staglianò, nella collana Urania di Mondadori.

## Trama
L'autore introduce una realtà alternativa nella quale tratteggia brevemente alcuni personaggi storici - Emily Dickinson, Mark Twain, Gustav Mahler e Sigmund Freud, che diverrà protagonista nella narrazione - presentandoli con tratti paradossali rispetto alle figure note al lettore. Sigmund Freud, in particolare, è già uno psicologo di fama mondiale quando nel 1905 viene ucciso nel suo ufficio da Robert McCormick, caporedattore ed editore di un quotidiano di Chicago.
Il racconto prosegue duecento anni nel futuro. Gli uomini stanno esplorando lo spazio ed hanno sviluppato una tecnologia in grado di creare i «ricostruiti», copie di individui deceduti generate da poco materiale biologico, con memoria pressoché intatta della vita precedente. Questa tecnologia, molto costosa, è sfruttata per dotare le navi spaziali e le colonie più importanti di persone geniali cui rivolgersi in caso di assoluta necessità.
È questo il caso che si presenta sul pianeta Venere, dove la prima colonia umana si trova a fronteggiare la pazzia di uno dei suoi membri, il cui comportamento rischia di compromettere la sicurezza della comunità e finanche la colonizzazione del pianeta. Dopo aver assistito impotenti al fallimento di un primo Carl Jung ricostruito, l'equipaggio decide di rivolgersi a Freud, che viene riportato in vita. Nonostante un apparente successo iniziale, anche Freud tuttavia soccombe agli eventi e il suo intervento conduce a un esito catastrofico.
Riaddormentato, è riposto in magazzino dove quello specifico ricostruito permane per altri duecentoventi anni, quando una nuova situazione di emergenza - questa volta sulla Whipperly, una nave interstellare - pone l'equipaggio nella necessità di rianimarlo. Con un approccio molto simile a quello adottato su Venere, Freud ottiene un nuovo insuccesso. Entra però in contatto con gli abitanti del sistema di Vega, cui presta soccorso. I vegani, riconoscenti, gli permettono di chiedere qualunque cosa in cambio; dalla sua richiesta sarebbe derivata la realtà nella quale viviamo.

## Edizioni
- (EN) Barry N. Malzberg, The Remaking of Sigmund Freud, New York, Ballantine Books, 1985.
- Barry N. Malzberg, Il replicante di Sigmund Freud, traduzione di Flora Staglianò, Urania n° 1635, Milano, Arnoldo Mondadori Editore, 2016.